# Костен (Воденско)
Костен или Костино (на гръцки: Κόστεν) е бивше село в Република Гърция, на територията на дем Воден (Едеса), област Централна Македония.

## География
Селото е било разположено южно от Техово и северозападно от Владово.

## История
Костен е българско село, която се разпада в края на XIX век поради зулумите на разбойнически банди. Жителите му се изселват в Теово.